# 웹 시리즈
웹 시리즈(web series)는 인터넷 상에 올려진 일련의 동영상 시리즈이다. 웹 쇼라고도 한다. 웹 시리즈는 대본이 있거나 없는 온라인 비디오 시리즈로 일반적으로 에피소드 형식으로 인터넷에 공개되며 1990년대 후반에 처음 등장하여 2000년대 초반에 더욱 두드러졌다. 웹 시리즈 프로그램의 단일 인스턴스를 에피소드 또는 "웹 에피소드"라고 부를 수 있다. 그러나 이 용어가 항상 사용되는 것은 아니다. 일반적으로 웹시리즈는 데스크톱, 노트북, 태블릿, 스마트폰을 포함한 다양한 플랫폼과 장치에서 시청할 수 있다. 스트리밍 TV 시리즈를 지칭하는 데 "웹 시리즈"라는 용어가 자주 사용되지만 다양한 스트리밍 플랫폼에서 시청할 목적으로 제작된 스트리밍 TV와는 다르다. 인터넷 자체의 특성으로 인해 웹 시리즈는 대화형일 수 있다. 웹시리즈는 뉴미디어로 분류된다.
2016년 기준 Streamys, Webbys, IAWTV 및 인디 시리즈 어워즈(Indie Series Awards)와 같이 웹 시리즈의 우수성을 기념하기 위해 제정된 여러 상이 있지만 Streamys 및 IAWTV는 스트리밍 플랫폼의 프로그램도 다루고 있다. 또한 로스앤젤레스와 밴쿠버에서 가장 눈에 띄는 여러 웹 시리즈 축제가 있다. 대부분의 주요 시상식에서는 에미상 및 캐네디언 스크린 어워즈(Canadian Screen Awards)를 포함하여 웹 시리즈 및 디지털 미디어 상 부문도 만들어졌다.

## 웹예능
웹예능은 웹에서 공개 및 방영하는 예능 프로그램을 의미한다.

### 대한민국
대한민국에서의 웹예능은 1인 미디어에서 시작해서 기업들로 퍼져나갔다. 그 트랜드를 타며 방송사 TvN D에서 신서유기라는 프로그램을 선보였고, 이 프로그램을 시작으로 웹예능이라는 명칭이 대중들에게 알려지기 시작했다. 방송국에서도 점차 인터넷 상에서의 시청자들을 확보하기 시작했으며, TV 예능들도 인터넷에 방송 프로그램을 기획ㆍ제작하여 인터넷 내 경쟁과 인터넷에 있는 시청자들을 확보하고 있다.

#### 목록

##### 네이버TV & V LIVE
- 《신인식당》 (2017.09.15~2018.03.16, 26부작)

- 《지원의 작업실》 (2018.09.07~)[3]
- 《진리상점》 (2018.10.25~2019.01, 24부작)[4]
- 《청년여행 - 다잊고 떠나라》 (2018.12.01~2019.01.05, 12부작)[5]
- 《슈쥬 리턴즈 3》 (2019.09.09~)[6]

##### 스튜디오 룰루랄라(JTBC)
- 《와썹맨》 (2018.02.26~)[7]
- 《워크맨》 (2018.02.26~)[8]

##### tvN D
- 《신서유기 시리즈》
- 《응답하라 1988:디 오리지널》
- 《노홍철의 길바닥 쇼》 (2016.02.05~2016.04.22)[9]
- 《충재화실》 (2019.02~2019.04, 8부작)[10]
- 《유명인싸》 (2019.05~ , 8부작)
- 《왜 태어났니?》 (2019.10~ , 4부작)
- 《지멋대로해라》 (2020.01~ , 6부작)
- 《테크룸》(2022. 07~ , 11부작)

##### KBS
- 《아이돌 드라마 공작단》 (2017.05.29~2017.06.23, 20부작)[11]

##### 이녕 (유튜버)
- 《방구석 정보 토크》OGN오버워치 정보 시리즈 ABOUT APEX&CHALLENGERS (2017년 12월 ~ 10부작)[12]
- 《라면 먹고갈래》OGN게임 예능 (2017년 12월 ~ 3부작)[13]
- 《플레이온챌린지》(2020년 11월 26일 ~ 2021년 1월 22일, 8부작)
- 《코치발로란트》 (2021년 1월 19일 ~ 2021년 1월 29일, 4부작. 2021년 2월 3일 하이라이트 1편. 총 5부작)[14]
- 《테크룸》TvN D X 트라메 2박3일 서바이벌 예능프로그램 최종 우승자 이녕 (2022. 07~ , 11부작)[15][16]

##### 우정잉
- 《우정분식》(2022년 5월 27일 ~ 2022년 7월 13일, 8부작)[17]

##### 넥넥
- 《헬로월드》(2022년 9월 29일~, 10부작)[18]

## 같이 보기
- 인터넷 텔레비전
- 일본의 웹 애니메이션
- 팟캐스트
- 스트리미 어워드